# Орлине Гніздо (сопка)
Орлине Гніздо — сопка, найвища точка історичної частини міста Владивостока, раніше іменувалася сопкою Кликова. Названа на пам'ять оборони російськими військами гори Св. Миколая у районі Шипкинського перевалу в Болгарії, під час російсько-турецької війни 1877–1878 і названої Орлиним гніздом на честь її героїчних захисників.
Висота сопки — 199 м над рівнем моря. Геологічно сопки Владивостока належать до південного Сіхоте-Аліню.